# Vojkovice (Karlovy Vary)
Vojkovice é uma comuna checa localizada na região de Karlovy Vary, distrito de Karlovy Vary‎.